# Zygottus corvallis
Zygottus corvallis là một loài nhện trong họ Linyphiidae.
Loài này thuộc chi Zygottus. Zygottus corvallis được Ralph Vary Chamberlin miêu tả năm 1949.